# Capo Santiago

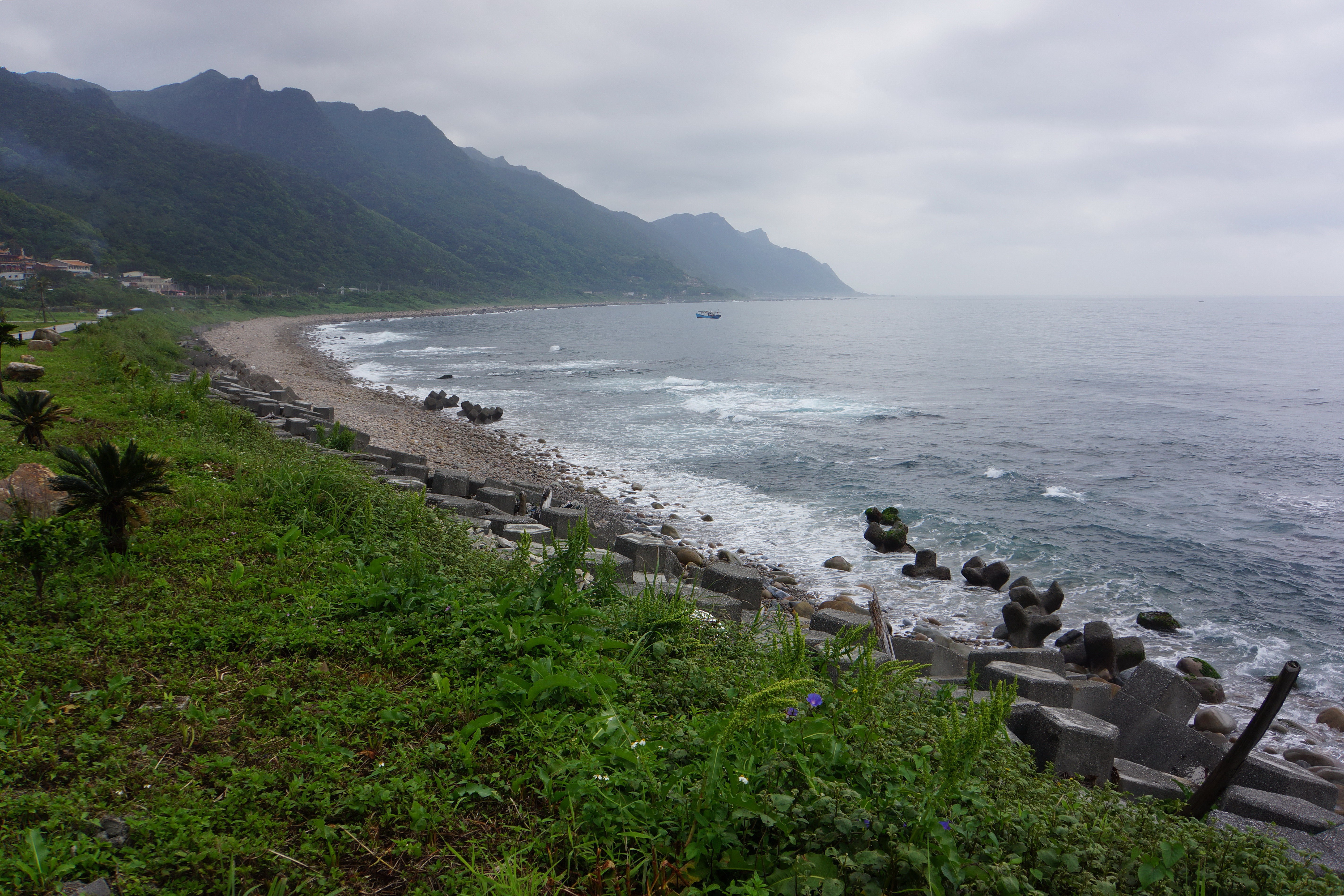
Capo San Diego

Capo Santiago (cinese: 三貂角; pinyin: Sāndiāojiǎo; POJ: Sam-tiau-kak; inglese: Cape Santiago) è un promontorio ubicato a Gongliao, nella contea di Taipei, Taiwan. È l'estremità ed il promontorio più orientale di Taiwan. Il 5 maggio 1626, una flotta spagnola raggiunse la punta nord-est di Taiwan e chiamò il villaggio nativo di Caquiunauan (attuale Fulong) San Diego. In seguito questo nome fu esteso al vicino capo.
C'è un faro situato sul Capo Santiago, chiamato Faro di Santiago (Sandiaojiao Lighthouse).